# 粉酸竹
粉酸竹（学名：Acidosasa chienouensis）为禾本科酸竹属下的一个种。

## 扩展阅读
- 維基物種上的相關：粉酸竹